# Constituição dos Países Baixos
A Constituição dos Países Baixos  (em holandês:Grondwet voor het Koninkrijk der Nederlanden) é a lei suprema dos Países Baixos. Foi promulgada em 1815, revista em 1848, e modernizada em 1983.
A constituição estabelece:
- Os Países Baixos são uma monarquia constitucional, com uma democracia parlamentar, na qual o governo é exercido pelo rei, pelo primeiro-ministro e pelos ministros.
- O parlamento Estados Gerais (Staten-Generaal) é composto por duas câmaras – o Senado (Eerste Kamer) e a Casa dos Representantes (Tweede Kamer).
- Os ministros – e não o rei – são responsáveis pela governação.[1]